# Charlie Chan
Charlie Chan ist die vom amerikanischen Schriftsteller Earl Derr Biggers erfundene Figur eines chinesisch-hawaiischen Detektivs.

## Allgemeines
Charlie Chan war der Held von sechs Biggers-Romanen, die zwischen 1925 und 1932 erschienen. Der Autor ließ sich für seine Figur u. a. vom Leben Chang Apanas inspirieren, einem chinesisch-hawaiischen Polizeiermittler in Honolulu.
Heute ist der asiatische Detektiv vor allem als Held diverser Filme bekannt, die ab 1926 als Mischung aus Krimi und Komödie entstanden. In den allermeisten Fällen handelt es sich dabei um Whodunits mit den dazugehörigen unvermeidlichen Red Herrings. Chans besonderer Charme liegt in der oft neuartigen, für den westlichen Kulturkreis damals fremden Logik und Weisheit begründet, mit der er seine Fälle löst. Zum obligatorischen Running Gag der „fernöstlichen“ Weisheiten, die der stets höfliche und gefasste Chan in den Filmen zum Besten gibt, gesellen sich wiederkehrende Standard-Aussprüche wie „Thank you so much!“ („Danke sehr vielmals!“) und „Contradiction, please!“ („Widerspruch, bitte!“).
Als humoristische Note wirkt in den meisten der Filme einer von Chans ungestümen und oft tollpatschigen Söhnen mit (Sohn Nr. 1 bis 3), die ihrem Vater jeweils u. a. als Stichwortgeber dienen oder in die eher raren Action-Sequenzen eingebunden sind. Das Auftreten unfähiger Gesetzesvertreter, die Chans Ermittlungen erschweren, versteht sich von selbst.
Die Popularität der Chan-Filme reichte bis nach China, zum einen, weil eine chinesische Filmfigur erstmals nicht als Schurke à la Fu Manchu besetzt war, zum anderen, weil Chans vielköpfige Familie stets von chinesischen Darstellern verkörpert wurde. Im Film Charlie Chan im Zirkus ist zu sehen, dass die Chan-Familie aus Vater Charlie, seiner Frau und 12 Kindern bestand.
Im Juli 2003 erwirkten chinesischstämmige US-Bürger einen Sendestopp der alten Kinofilme beim US-Sender FOX, weil die Darstellung des asiatischen Detektivs in den Filmen nicht mehr als angemessen anzusehen sei. Der Bann wurde jedoch schon nach wenigen Wochen wieder aufgehoben.

## Die Filmserie von Fox und Monogram (1931–49)
Die Figur des Chan tauchte in den späten 1920er Jahren zunächst in einem stummen 10-teiligen Serial, einem Stummfilm und einem Tonfilm auf, spielte dort aber jeweils nur eine eher untergeordnete Rolle und wurde von wechselnden Schauspielern dargestellt. Zwischen 1931 und 1942 kam es dann zur klassischen Serie von Fox bzw. 20th Century Fox, von deren insgesamt 27 Filmen vier Frühwerke als verschollen gelten. Bis 1937 wurde Charlie Chan hier von Warner Oland gespielt, nach dessen Tod übernahm 1938 Sidney Toler die Hauptrolle. Als Sidekick kam 1935 Sohn Nr. 1 Lee Chan (dargestellt von Keye Luke) ins Spiel, der drei Jahre später, parallel zum Hauptdarstellerwechsel, durch Sohn Nr. 2 Jimmy Chan (Victor Sen Yung) ersetzt wurde. Tolers Chan war humoristischer angelegt als der seines Vorgängers, was sich vor allem in teils sarkastischen Kommentaren gegenüber seinem Sprössling äußerte.
20th Century Fox stellte die Serie im Jahr 1942 ein, doch ab 1944 wurde sie vom Poverty-Row-Studio Monogram Pictures bis 1949 mit weiteren 17 Filmen fortgeführt. Hiermit war allerdings auch ein stark gesunkenes Budget verbunden, von etwa 200.000 US-Dollar bei Fox zu 75.000 Dollar bei Monogram. Chan wurde weiterhin von Toler gespielt und nach dessen Tod ab 1947 von Roland Winters, wobei dessen Leistung allgemein nicht als ebenbürtig zu der seiner Vorgänger empfunden wird. Die Söhne wechselten innerhalb der Monogram-Filme – zu nennen ist vor allem Sohn Nummer 3 Tommy Chan (Benson Fong) – während sich das humoristische Element nun zum Großteil auf Mantan Moreland in der neu eingeführten Rolle von Chans Chauffeur Birmingham Brown verlagerte.
In den deutsch synchronisierten Filmen wurden die Chan-Darsteller Oland und Toler vom Schauspieler Klaus Höhne gesprochen, die Söhne 1 bis 3 von Holger Ungerer und Birmingham von Rainer Basedow.

## Weitere Adaptionen
Synchron zu den Verfilmungen von Fox und Monogram kam es ab den späten 1930er Jahren auch zu einigen chinesischen Charlie-Chan-Filmen, die in Shanghai und Hongkong produziert wurden und in denen Chan zur Abwechslung von seiner Tochter Manna assistiert wurde.
Auch in späteren Jahren gab es noch Filme um den Detektiv, am bekanntesten ist wahrscheinlich Charlie Chan und der Fluch der Drachenkönigin (Charlie Chan and the Curse of the Dragon Queen, 1980) mit Peter Ustinov in der Hauptrolle. Des Weiteren wurden Chans Fälle auch als Hörspiel, Fernsehserie, Comicstrip und Zeichentrickserie adaptiert.
Von den diversen kurzlebigen Comic-Adaptionen der Figur ist vor allem der allererste Charlie Chan-Comicstrip von Alfred Andriola zu erwähnen, der von Oktober 1938 bis Mai 1942 in amerikanischen Zeitungen lief: Der Zeichner war von Biggers persönlich ausgesucht worden.
1957/58 spielte J. Carrol Naish den Detektiv in der amerikanisch-britischen Fernsehserie „The New Adventures of Charlie Chan“, in der auch Rupert Davies mitwirkte, der später in England zum Kommissar Maigret wurde. Die 39 Folgen zu 30 Minuten waren kurioserweise in London angesiedelt.
Im Fernsehfilm The Return of Charlie Chan (Ein wohlgehütetes Geheimnis), auch als Happiness is a Warm Clue bekannt, spielte Ross Martin die Hauptrolle, der in den 1960er Jahren als Artemus Gordon in der Serie „Verrückter wilder Westen“ (The Wild Wild West) bekannt geworden war. Der Film wurde 1971 als Pilot für eine mögliche Serie gedreht, aber erst 1979 im US-Fernsehen ausgestrahlt.
In der Cartoon-Serie „The Amazing Chan and the Chan Clan“ (1972–1974) von Hanna/Barbera wurde Charlie Chan von Keye Luke gesprochen, der in den alten Schwarz-weiß-Filmen der 1930er Jahre als Sohn Nummer 1 Lee Chan aufgetreten war. Er war damit der einzige Chinese, der in westlichen Verfilmungen die Rolle des Charlie Chan zumindest sprach.

## Parodien, Hommagen und Kopien
Neben diesen sich teilweise parodistisch gebenden Adaptionen gab es noch weitere offensichtliche Chan-Parodien: In den 1960er Jahren tauchte z. B. in zwei Folgen der Fernsehserie Get Smart der hawaiische Detektiv Harry Hoo (dt. Harry Wo) auf, dargestellt von Joey Forman (in den Episoden „The Amazing Harry Hoo“/"Wer ist Wo?" und „Hoo Done It“/"Ein Südseeparadies"). Bekannter ist Peter Sellers’ Darstellung des Sidney Wang in der Komödie Eine Leiche zum Dessert (1976), der groteskerweise mit einem adoptierten japanischen Sohn auftritt.
Eine Hommage gibt es im Zeichentrickkurzfilm Pierre and Cottage Cheese (Der elektronische Polizist, 1969) aus der Inspektor-Serie von Friz Freleng: Charlie Chan, mit den unverkennbaren Zügen Sidney Tolers, tritt am Ende des Films auf.
Eine offensichtliche Chan-Kopie ist die Figur des James Lee Wong von Hugh Wiley, dessen Abenteuer von 1934 bis 1938 im amerikanischen Collier’s Magazine erschienen. Von 1938 bis 1940 produzierten Monogram Pictures sechs Mr. Wong-Filme, fünf davon mit Boris Karloff in der Titelrolle. Für den letzten Film wurde Karloff durch den aus den Chan-Filmen bekannten Keye Luke ersetzt. Die ersten beiden Chan-Filme mit Roland Winters als Hauptdarsteller waren ironischerweise Remakes zweier Mr. Wong-Filme.
Ein weiterer fiktionaler Detektiv aus dem Fahrwasser von Charlie Chan war Mr. Moto, der 1935 von John Phillips Marquand für die Saturday Evening Post kreiert wurde. Zwischen 1937 und 1939 entstanden bei Twentieth Century Fox acht Filme mit Peter Lorre in der Titelrolle. Im Gegensatz zu Chan und Wong ist Moto Japaner und zumindest in den Filmen ein deutlich dynamischerer, weit mehr Körpereinsatz zeigender Charakter als seine Kollegen. Der Film Mr. Moto und der Wettbetrug (1938) war ursprünglich als Chan-Film gedacht (Charlie Chan at the Ringside), was zur Folge hatte, dass Keye Luke hier einen Gastauftritt als Lee Chan absolvierte. Auch Mr. Moto und die geheimnisvolle Insel (1939) basiert auf einem unverfilmten Chan-Drehbuch (Charlie Chan in Trinidad).

## Filmzitate
- Charlie Chan zu seinem Sohn: „Das war flüssiger als Wasser, nämlich überflüssig.“ (mehrmals)
- Charlie Chan: „Belohnung für Dummheit ist Jagd nach neuem Job.“
- Charlie Chan: „Nur törichte Maus baut Nest in Ohr von Katze.“
- Charlie Chan: „Manchmal Maus wichtiger ist als ganze Elefant.“

## Filmographie

### Alle US-Kinofilme

#### Prä-Fox-Filme
| Jahr | Titel                   | Regie             | Chan-Darsteller | Anmerkungen                                                                                    |
| ---- | ----------------------- | ----------------- | --------------- | ---------------------------------------------------------------------------------------------- |
| 1926 | The House Without a Key | Spencer G. Bennet | George Kuwa     | 10-teiliges Stummfilm-Serial, verschollen                                                      |
| 1927 | The Chinese Parrot      | Paul Leni         | Kamiyama Sōjin  | Stummfilm, verschollen                                                                         |
| 1929 | Behind That Curtain     | Irving Cummings   | E.L. Park       | erster Tonfilm. Mit Boris Karloff. Produziert von Fox, aber noch nicht Teil der späteren Serie |

#### Fox-Filme mit Warner Oland als Charlie Chan
| Jahr | Original-Titel                 | Deutscher Titel                          | Regie                        | Chan-Assistenten                                   | Anmerkungen |
| ---- | ------------------------------ | ---------------------------------------- | ---------------------------- | -------------------------------------------------- | --- |
| 1931 | Charlie Chan Carries On        |                                          | Hamilton MacFadden           |                                                    | Der Film ist verschollen, lediglich die parallel gedrehte spanische Version Eran trece mit anderen Schauspielern und Manuel Arbó als Chan existiert noch. |
| 1931 | The Black Camel                | Der Tod ist ein schwarzes Kamel          | Hamilton MacFadden           | - Otto Yamaoka (als Assistent Kashimo)             | mit Bela Lugosi und Dwight Frye (die im selben Jahr Dracula gedreht hatten)                                                                               |
| 1932 | Charlie Chan’s Chance          |                                          | John Blystone                |                                                    | verschollen, Remake von Behind That Curtain |
| 1933 | Charlie Chan’s Greatest Case   | Charlie Chans Meistertrick               | Hamilton MacFadden           |                                                    | verschollen, Remake von The House Without a Key |
| 1934 | Charlie Chan’s Courage         | Der Chinesische Papagei                  | George Hadden / Eugene Forde |                                                    | verschollen, Remake von The Chinese Parrot |
| 1934 | Charlie Chan in London         | Charlie Chan in London                   | Eugene Forde                 |                                                    | Erster Film der Reihe, der nicht auf einem Originalroman von Biggers basierte. Mit Ray Milland.                                                           |
| 1935 | Charlie Chan in Paris          |                                          | Lewis Seiler                 | - Keye Luke (als Sohn Nr. 1 Lee Chan)              | Keine deutsche Synchronisation vorhanden. |
| 1935 | Charlie Chan in Egypt          | Charlie Chan in Ägypten                  | Louis King                   |                                                    | mit Rita Hayworth in einer kleinen Rolle |
| 1935 | Charlie Chan in Shanghai       | Charlie Chan in Shanghai                 | James Tinling                | - Keye Luke                                        | |
| 1936 | Charlie Chan’s Secret          | Charlie Chans Geheimnis                  | Gordon Wiles                 |                                                    | Public domain |
| 1936 | Charlie Chan at the Circus     | Charlie Chan im Zirkus                   | Harry Lachman                | - Keye Luke                                        | |
| 1936 | Charlie Chan at the Race Track | Charlie Chan beim Pferderennen           | H. Bruce Humberstone         | - Keye Luke                                        | |
| 1936 | Charlie Chan at the Opera      | Charlie Chan in der Oper                 | H. Bruce Humberstone         | - Keye Luke                                        | mit Boris Karloff |
| 1937 | Charlie Chan at the Olympics   | Charlie Chan bei den Olympischen Spielen | H. Bruce Humberstone         | - Keye Luke - Layne Tom Jr. (als Charlie Chan Jr.) | Der Handlungsort ist Berlin, die von Chan benutzte Hindenburg verbrannte 15 Tage vor der Uraufführung.                                                    |
| 1937 | Charlie Chan on Broadway       | Charlie Chan am Broadway                 | Eugene Forde                 | - Keye Luke                                        | Erstmals wirkte der Schauspieler Harold Huber mit, der in insgesamt vier Filmen der Serie verschiedene inkompetente Gesetzeshüter mimte.                  |
| 1937 | Charlie Chan at Monte Carlo    | Charlie Chan in Monte Carlo              | Eugene Forde                 | - Keye Luke                                        | mit Harold Huber |

#### Fox-Filme mit Sidney Toler als Charlie Chan
| Jahr | Original-Titel                  | Deutscher Titel                         | Regie                | Chan-Assistenten                                              | Anmerkungen |
| ---- | ------------------------------- | --------------------------------------- | -------------------- | ------------------------------------------------------------- | --- |
| 1938 | Charlie Chan in Honolulu        | Charlie Chan in Honolulu                | H. Bruce Humberstone | - Victor Sen Yung (als Sohn Nr. 2 Jimmy Chan) - Layne Tom Jr. | Layne Tom Jr., der im Jahr zuvor Charlie Chan Jr. gespielt hatte, ist im Abspann als „Tommy Chan“ aufgeführt, wird im Film jedoch lediglich als „Number 5 Son“ bezeichnet.                                   |
| 1939 | Charlie Chan in Reno            | Charlie Chan in Reno                    | Norman Foster        | - Victor Sen Yung                                             | |
| 1939 | Charlie Chan at Treasure Island | Charlie Chan auf der Schatzinsel        | Norman Foster        | - Victor Sen Yung                                             | |
| 1939 | City in Darkness                |                                         | Herbert I. Leeds     |                                                               | Als Sidekick tritt hier ausnahmsweise kein Sohn auf, sondern Möchtegern-Detektiv Marcel Spivak (Sekretär des Pariser Polizeichefs), dargestellt von Harold Huber. Mit Lon Chaney jr. in einer kleinen Rolle. |
| 1940 | Charlie Chan in Panama          | Charlie Chan in Panama                  | Norman Foster        | - Victor Sen Yung                                             | |
| 1940 | Charlie Chan’s Murder Cruise    | Charlie Chan auf Kreuzfahrt             | Eugene Forde         | - Victor Sen Yung                                             | Remake von Charlie Chan Carries On |
| 1940 | Charlie Chan at the Wax Museum  | Charlie Chan im Wachsfigurenkabinett    | Lynn Shores          | - Victor Sen Yung                                             | |
| 1940 | Murder Over New York            | Charlie Chan – Mord über New York       | Harry Lachman        | - Victor Sen Yung                                             | |
| 1941 | Dead Men Tell                   | Charlie Chan auf dem Schatzsucherschiff | Harry Lachman        | - Victor Sen Yung                                             | |
| 1941 | Charlie Chan in Rio             | Charlie Chan in Rio                     | Harry Lachman        | - Victor Sen Yung                                             | Remake von The Black Camel. Letzter Chan-Film mit Harold Huber. |
| 1942 | Castle in the Desert            | Charlie Chan – Das Schloss in der Wüste | Harry Lachman        | - Victor Sen Yung                                             | |

#### Monogram-Filme mit Sidney Toler als Charlie Chan
| Jahr | Original-Titel                     | Deutscher Titel                         | Regie             | Chan-Assistenten                                                                                                   | Anmerkungen |
| ---- | ---------------------------------- | --------------------------------------- | ----------------- | --- | --- |
| 1944 | Charlie Chan in the Secret Service |                                         | Phil Rosen        | - Mantan Moreland (als Birmingham Brown) - Benson Fong (als Sohn Nr. 3 Tommy Chan) - Marianne Quon (als Iris Chan) | |
| 1944 | The Chinese Cat                    |                                         | Phil Rosen        | - Mantan Moreland - Benson Fong                                                                                    | |
| 1944 | Black Magic                        |                                         | Phil Rosen        | - Mantan Moreland - Frances Chan (als Frances Chan)                                                                | Alternativtitel Meeting at Midnight |
| 1945 | The Jade Mask                      |                                         | Phil Rosen        | - Mantan Moreland - Edwin Luke (als Eddie Chan)                                                                    | Nachdem sie sich in den vorherigen drei Filmen immer zufällig begegnet waren, steht Birmingham Brown ab hier offiziell in den Diensten Chans. Schauspieler Edwin Luke war der Bruder von Keye Luke. |
| 1945 | The Scarlet Clue                   | Charlie Chan – Die blutige Spur         | Phil Rosen        | - Mantan Moreland - Benson Fong                                                                                    | Public domain |
| 1945 | The Shanghai Cobra                 |                                         | Phil Karlson      | - Mantan Moreland - Benson Fong                                                                                    | |
| 1946 | The Red Dragon                     | Charlie Chan in Mexiko                  | Phil Rosen        | - Benson Fong - Willie Best (als Chattanooga Brown)                                                                | |
| 1946 | Dark Alibi                         | Charlie Chan – Ein fast perfektes Alibi | Phil Karlson      | - Mantan Moreland - Benson Fong                                                                                    | Public domain |
| 1946 | Shadows Over Chinatown             | Charlie Chan – Schatten über Chinatown  | Terry O. Morse    | - Mantan Moreland - Victor Sen Yung                                                                                | |
| 1946 | Dangerous Money                    | Charlie Chan – Gefährliches Geld        | Terry O. Morse    | - Victor Sen Yung - Willie Best                                                                                    | Public domain |
| 1946 | The Trap                           | Charlie Chan – Die Falle                | Howard Bretherton | - Mantan Moreland - Victor Sen Yung                                                                                | Public domain, Alternativtitel Murder at Malibu Beach |

#### Monogram-Filme mit Roland Winters als Charlie Chan
| Jahr | Original-Titel        | Deutscher Titel                     | Regie            | Chan-Assistenten                                                    | Anmerkungen |
| ---- | --------------------- | ----------------------------------- | ---------------- | ------------------------------------------------------------------- | --- |
| 1947 | The Chinese Ring      | Charlie Chan – Der chinesische Ring | William Beaudine | - Mantan Moreland - Victor Sen Yung (als Tommy Chan)                | Public domain, Remake von Mr. Wong in Chinatown (1939). Victor Sen Yungs Rollenname wechselt für den Rest der Serie unerklärlicherweise von Jimmy zum eigentlich mit Darsteller Benson Fong assoziierten Namen Tommy. |
| 1948 | Docks of New Orleans  |                                     | Derwin Abrahams  | - Mantan Moreland - Victor Sen Yung                                 | Remake von Mr. Wong, Detective (1938) |
| 1948 | Shanghai Chest        |                                     | William Beaudine | - Mantan Moreland - Victor Sen Yung - Tim Ryan (als Lt. Mike Ruark) | |
| 1948 | The Golden Eye        |                                     | William Beaudine | - Mantan Moreland - Victor Sen Yung - Tim Ryan                      | Public domain |
| 1948 | The Feathered Serpent |                                     | William Beaudine | - Mantan Moreland - Keye Luke - Victor Sen Yung                     | Aus der Rückkehr Keye Lukes für die beiden letzten Filme ergab sich das Kuriosum, dass der Darsteller des Chan-Sohns ein halbes Jahr älter war als der des Vaters.                                                    |
| 1949 | The Sky Dragon        |                                     | Lesley Selander  | - Mantan Moreland - Keye Luke - Tim Ryan                            | |

#### Post-Monogram-Film
| Jahr | Original-Titel                                 | Deutscher Titel                               | Regie        | Chan-Darsteller | Anmerkungen |
| ---- | ---------------------------------------------- | --------------------------------------------- | ------------ | --------------- | ----------- |
| 1981 | Charlie Chan and the Curse of the Dragon Queen | Charlie Chan und der Fluch der Drachenkönigin | Clive Donner | Peter Ustinov   |             |

### Deutsche Kino- und TV-Titel
Die meisten der noch existierenden Fox-Filme sowie einige von Monogram wurden 1978 in deutscher Uraufführung von der ARD ausgestrahlt.
- The House Without a Key (Kinotitel: Die Opiumhöhle von Hawaii)
- The Chinese Parrot (Kinotitel: Der Chinesenpapagei)

- The Black Camel (Charlie Chan – Der Tod ist ein schwarzes Kamel)
- Charlie Chan in London (Charlie Chan in London)
- Charlie Chan in Egypt (Charlie Chan in Ägypten)
- Charlie Chan in Shanghai (Charlie Chan in Shanghai)
- Charlie Chan’s Secret (Charlie Chans Geheimnis)
- Charlie Chan at the Circus (Charlie Chan im Zirkus)
- Charlie Chan at the Race Track (Charlie Chan beim Pferderennen)
- Charlie Chan at the Opera (Charlie Chan in der Oper)
- Charlie Chan at the Olympics (Charlie Chan bei den Olympischen Spielen)
- Charlie Chan on Broadway (Charlie Chan am Broadway)
- Charlie Chan at Monte Carlo (Charlie Chan in Monte Carlo)
- Charlie Chan in Honolulu (Charlie Chan in Honolulu)
- Charlie Chan in Reno (Charlie Chan in Reno)
- Charlie Chan at Treasure Island (Charlie Chan auf der Schatzinsel)
- Charlie Chan in Panama (Charlie Chan in Panama)
- Charlie Chan’s Murder Cruise (Charlie Chan auf Kreuzfahrt)
- Charlie Chan at the Wax Museum (Charlie Chan im Wachsfigurenkabinett)
- Murder Over New York (Charlie Chan – Mord über New York)
- Dead Men Tell (Charlie Chan auf dem Schatzsucherschiff)
- Charlie Chan in Rio (Charlie Chan in Rio)
- Castle in the Desert (Charlie Chan – Das Schloß in der Wüste)
- The Red Dragon (Charlie Chan in Mexiko)
- Dark Alibi (Charlie Chan – Ein fast perfektes Alibi)
- Shadows Over Chinatown (Charlie Chan – Schatten über Chinatown)
- Dangerous Money (Charlie Chan – Gefährliches Geld)
- The Trap (Charlie Chan – Die Falle)

- Charlie Chan and the Curse of the Dragon Queen (Kinotitel: Charlie Chan und der Fluch der Drachenkönigin)